# جویدو ۱۲۰۳۶۱
سیارک ۱۲۰۳۶۱ (به انگلیسی: 120361 Guido، نامگذاری:2005NZ) صد و بیست هزار و سیصد و شصت و یکمین سیارک کشف شده‌است که در ۳ ژوئیه ۲۰۰۵ کشف شد.